# آرثر كرافت
آرثر كرافت (بالإنجليزية: Arthur Kraft)‏ هو رسام وفنان أمريكي، ولد في 1922 في كانساس سيتي في الولايات المتحدة، وتوفي بنفس المكان في 29 سبتمبر 1977.